# Dólar trinitense
El dólar de Trinidad y Tobago (en inglés Trinidad and Tobago dollar o simplemente dollar) es la moneda oficial del estado insular de Trinidad y Tobago. Se abrevia como $ o TT$ para diferenciarlos del dólar estadounidense y de otros tipos de dólar. El código ISO 4217 es TTD. Se subdivide en 100 céntimos.
El dólar trinitense fue establecido en 1964 en sustitución del dólar de las Indias Occidentales Británicas con una paridad 1 a 1.
Es emitido por el Banco Central de Trinidad y Tobago (Central Bank of Trinidad and Tobago), y circulan monedas de 1, 5, 10, 25 y 50 céntimos, y billetes de 1, 5, 10, 20, 50 y 100 dólares.

## Monedas
| Denominación | Circula desde | Metaly | Forma    | Diámetro | Borde    | Diseño en el anverso          | Diseño en el reverso   |
| ------------ | ------------- | ------ | -------- | -------- | -------- | ----------------------------- | ---------------------- |
| 1 Cent       | Años 70       | Cobre  | Circular |          | Liso     | Valor facial y año de emisión | Flora o fauna nacional |
| 5 Cents      | Años 70       | Cobre  | Circular |          | Liso     | Valor facial y año de emisión | Flora o fauna nacional |
| 10 Cents     | Años 70       | Níquel | Circular |          | Estriado | Valor facial y año de emisión | Flora o fauna nacional |
| 25 Cents     | Años 70       | Níquel | Circular |          | Estriado | Valor facial y año de emisión | Flora o fauna nacional |
| 50 Cents     | Años 70       | Níquel | Circular |          | Estriado | Valor facial y año de emisión | Flora o fauna nacional |

## Billetes
- 1 Dólar
- 5 Dólares
- 10 Dólares
- 20 Dólares
- 50 Dólares
- 100 Dólares